# Nigâr Hanım
Nigâr Hanım (en árabe: نگار خانم‎; Estambul, 1856 – 1 de abril de 1918) fue una poeta otomana, pionera al abordar estilos occidentales modernos desde una óptica femenina. Es una figura importante en la poesía turca post Tanzimat.

## Biografía
Hija de Macar Osman Pasha, un noble otomano de origen húngaro, fue educada en el Kadıköy Fransız Mektebi (en español: Escuela francesa de Kadıköy), y más tarde, recibió clases de maestros privados en su casa. Dominaba ocho idiomas diferentes y tocaba el piano a una edad temprana.
Se casó a los catorce años, pero se divorció después de unos años; aparentemente su infelicidad la expresaba en sus escritos. Sus primeros trabajos se ajustaban en el estilo del diván tradicional, pero más tarde fue influenciada por Recaizade Mahmut Ekrem y otros, adoptando una postura más modernista influenciada por la poesía occidental de su tiempo. Recibió buena educación adscrita a las culturas de Oriente y Occidente, y sabía francés, griego, árabe y alemán.
Su libro Efsus fue el primer poemario escrito en estilo occidental por una poeta. Como Mihrî Hatun, y probablemente como la primera poeta mujer desde su muerte, no ocultó su feminidad ya que su estilo de escritura, elección de temas y presentación refleja una sensibilidad muy femenina y romántica. Además de la poesía, incursionó en prosa e hizo varias traducciones.
En su vida personal, fue una figura importante y conocida en la sociedad de su tiempo. Además de su carrera como poeta, su estilo de vida, su personalidad extrovertida y su elección de ropa tuvieron una amplia influencia en la sociedad y en las mujeres de su tiempo. Aunque no es posible decir que era feminista, su visión de los derechos de las mujeres estaba muy adelantada a su tiempo.
Su labor humanitaria fue reconocida tras recibir la Şefkat Nişanı, orden entregada por el imperio otomano que también recibieron otras pioneras como Fatma Aliye Topuz y Halide Edip Adıvar.
Durante los últimos años de su vida, se aisló cada vez más acusando sufrir mucho dolor. Murió en 1918 en Estambul.

## Obras

### Poesía
- Efsus I
- Efsus II
- Nîrân
- Aks-i Sada
- Safahat-ı Kalb
- Elhan-ı Vatan

### Teatro
- Tesir-i Aşk

### Memorias
- Hayatımın Hikâyesi (1959)